# Дуб звичайний (Тячівський район)
Дуб звича́йний — ботанічна пам'ятка природи місцевого значення в Україні. Об'єкт розташований на території Тячівського району Закарпатської області, в центральній частині села Руське Поле, в парку.
Площа 0,01 га. Статус отриманий згідно з рішенням облвиконкому від 18.11.1969 року № 414,  рішенням облвиконкому від 23.10.1984 року № 253. Перебуває у віданні: Русько-Полівська сільська рада.
Статус дано для збереження одного екземпляра вікового дерева дуба звичайного. 
Дерево зростає у місцевому «Парку-арборетумі».